# Arrondissement de Bartenstein
Pour les articles homonymes, voir Bartenstein.
1818–1945
Entités précédentes :
- Royaume de Prusse

Entités suivantes :
- RSFS de Russie (partie nord)
- Pologne (partie sud)

L'arrondissement de Bartenstein (Landkreis Bartenstein, jusqu'en 1927: Kreis Friedland) est un ancien arrondissement de la province de Prusse-Orientale, appartenant au district de Königsberg, qui exista entre 1818 et 1945.
Il comprenait jusqu'en mars 1945:
- Les quatre villes de Bartenstein, Domnau, Friedland et Schippenbeil
- Soixante-treize villages
- Un ancien domaine seigneurial (Forsten)

L'arrondissement a été partagé en mars 1945 entre la Pologne et l'URSS (futur oblast de Kaliningrad)

## Historique administratif

Carte du district de Königsberg de 1905 à 1945

Après la réforme administrative du royaume de Prusse, le nouveau arrondissement de Friedland appartient au district de Königsberg de la province de Prusse. Il est composé des paroisses suivantes : Abschwangen (de), Allenau, Allenbourg, Almenhausen (de), Auglitten, Böttchersdorf, Deutsch Wilten, Domnau, Friedenberg (de), Friedland, Georgenau, Groß Schönau (de) (et Langenau), Klein Schönau, Klingenberg, Schippenbeil, Schönbruch, Schönwalde, Stockheim (de). L'assemblée du conseil d'arrondissement (Landratsamt) se trouve à Friedland. 
La double paroisse d'Almenhausen-Abschwangen sort de l'arrondissement de Friedland pour entrer dans l'arrondissement de Kreuzburg (de), le 1er avril 1819. Les paroisses de Bartenstein, Falkenau, Gallingen et Groß Schwansfeld sortent de l'arrondissement de Rastenburg (de) pour entrer dans l'arrondissement de Friedland, le 1er avril 1819. Les paroisses de Friedenberg et de Groß Schönau sortent de l'arrondissement de Friedland pour entrer dans l'arrondissement de Gerdauen, le 1er avril 1819.
En 1829, l'ancienne province de Prusse-Orientale et la province de Prusse-Occidentale fusionnent en une nouvelle province de Prusse, dont la capitale est Königsberg. Le 1er avril 1845, le siège de l'arrondissement est transféré de Friedland à Domnau. L'arrondissement, lorsque le royaume de Prusse y entre le 1er juillet 1867, fait partie de la confédération de l'Allemagne du Nord, puis de l'Empire allemand, à partir du 1er janvier 1871. La province de Prusse est divisée le 1er avril 1871 entre la province de Prusse-Occidentale et la province de Prusse-Orientale.
Les domaines d'Heinrichshof entrent dans l'arrondissement de Wehlau, le 10 décembre 1895. L'assemblée du conseil d'arrondissement déménage de Domnau à Bartenstein, le 1er octobre 1902, et finalement donne son nom à l'arrondissement, le 21 octobre 1927, qui devient donc l'arrondissement de Bartenstein. Les anciens domaines seigneuriaux de Bonschen, Glommen, Karolinenhof et Keegels sortent de l'arrondissement de Bartenstein pour entrer dans celui d'Eylau. Le 30 septembre 1929, l'administration seigneuriale des domaines seigneuriaux est abolie en Prusse et font désormais partie des municipalités. Les anciens domaines d'Elisenau-Frisching, et Forst font désormais partie de l'arrondissement de Wehlau. À partir du 1er janvier 1939 l'arrondissement, auparavant Kreis Bartenstein, prend la dénomination officielle de Landkreis Bartenstein.
La totalité de ses habitants qui n'avaient pas encore fui est expulsée en 1945 et l'arrondissement cesse d'exister pour entrer dans sa grande partie en République socialiste fédérative soviétique de Russie et de nouvelles populations s'y installent.

## Administrateurs de l'arrondissement
- 1818–183400Gustav von Sanden (de)
- 1835–184500Botho Heinrich zu Eulenburg
- 1845–185700Heinrich (I) von Gottberg
- 1858–189300Otto von Gottberg (de)
- 1893–190800Heinrich (II) von Gottberg (de)
- 1908–191400Walter von Christen (de)
- 1914–191500Max von Barfeldt (de)
- 1915–193000Heinrich (II) von Gottberg
- 1930–194400Friedrich Wever (de)

## Personnalités liées à l'arrondissement
- Arthur von Knobloch (1825-1901), homme politique né à Puschigkeiten (de).
- Botho zu Eulenburg (1831-1912), homme politique né à Wicken.
- Friedrich von Berg (1866-1939), homme politique né à Markienen.
- Curt von Gottberg (1896-1945), général né à Preußisch Wilten (de)